# Василиск (Цезар)
Василиск је био једини син источноримског (византијског) војног заповедника Армата и накратко цезар Источног римског царства 476–477/8. године. У каснијем животу постао је свештеник и коначно епископ Кизика .

## Биографија
Василисков отац Армат је одиграо кључну улогу у помагању цару Зенону (р. 474–491. године), да поврати Константинопољ од узурпатора цара Василиска (коме је Армат у почетку помогао у сопственом успону на власт) 476. године. У замену, цар Зенон је крунисао Арматовог сина, који је још увек био дечак, за цезара, ефективно га означивши као свог наследника. Могуће је да је млади Василиск овом приликом преузео царско име Лав, али то је спорно.
Међутим, убрзо након тога, 477. или 478. године, Армат је пао из царске наклоности и био је погубљен. Василиск је био поштеђен исте судбине интервенцијом царице Аријадне, али је био приморан да постане свештеник. У почетку је постао лектор у Влахерни, а на крају је постао епископ Кизика . Он је вероватно преживео све до владавине цара Јустинијана I (р. 527–565. године).